# Андорра на зимних Олимпийских играх 2018
Андорра на зимних Олимпийских играх 2018 года была представлена 5 спортсменами в трёх дисциплинах лыжного спорта. Как на церемонии открытия Игр, так и на церемонии закрытия право нести национальный флаг было доверено лыжнику Иринеу Эстеве Альтимирас. По итогам соревнований сборная Андорры, принимавшая участие в своих двенадцатых зимних Олимпийских играх, вновь осталась без медалей.

## Состав сборной
В заявку сборной Андорры для участия в Играх 2018 года вошли 5 спортсменов (4 мужчины и 1 женщина), которые выступили в 3 олимпийских дисциплинах. Единственным дебютантом Олимпийских игр в составе сборной стал лыжник Иринеу Эстеве Альтимирас. Также заявка на Игры включала в себя 7 тренеров и 3 официальных лиц. Главой олимпийской делегации на зимних Играх был Хосеп Антони Герра.
 Горнолыжный спорт
1. Жоан Верду
2. Марк Оливерас
3. Мирейя Гутьеррес

 Лыжные гонки
1. Иринеу Эстеве Альтимирас

 Сноуборд
1. Льюис Марин Таррок

## Результаты соревнований

### Лыжные виды спорта

#### Горнолыжный спорт
Квалификация спортсменов для участия в Олимпийских играх осуществлялась на основании специального квалификационного рейтинга FIS по состоянию на 21 января 2018 года. При этом НОК для участия в Олимпийских играх мог выбрать только того спортсмена, который вошёл в топ-500 олимпийского рейтинга в своей дисциплине, и при этом имел определённое количество очков, согласно квалификационной таблице. Страны, не имеющие участников в числе 500 сильнейших спортсменов, могли претендовать только на квоты категории «B» в технических дисциплинах. По итогам квалификационного отбора сборная Андорры завоевала две олимпийские лицензии категории «A», а после перераспределения квот получила ещё одну.
Мужчины
| Соревнование      | Спортсмены    | Скоростной спуск/ 1 спуск | Скоростной спуск/ 1 спуск | Слалом/ 2 спуск | Слалом/ 2 спуск | Всего   | Место | Отставание |
| Соревнование      | Спортсмены    | Время                     | Место                     | Время           | Место           | Всего   | Место | Отставание |
| ----------------- | ------------- | ------------------------- | ------------------------- | --------------- | --------------- | ------- | ----- | ---------- |
| скоростной спуск  | Жоан Верду    | не проводится             | не проводится             | не проводится   | не проводится   | 1:44,65 | 37    | +4,40      |
| скоростной спуск  | Марк Оливерас | не проводится             | не проводится             | не проводится   | не проводится   | DNF     | —     | —          |
| супергигант       | Жоан Верду    | не проводится             | не проводится             | не проводится   | не проводится   | 1:26,86 | 28    | +2,42      |
| супергигант       | Марк Оливерас | не проводится             | не проводится             | не проводится   | не проводится   | 1:27,84 | 33    | +3,40      |
| комбинация        | Жоан Верду    | 1:23,01                   | 50                        | 49,53           | 21              | 2:12,54 | 27    | +6,02      |
| комбинация        | Марк Оливерас | 1:21,67                   | 31                        | 52,97           | 30              | 2:14,64 | 29    | +8,12      |
| гигантский слалом | Жоан Верду    | 1:12,06                   | 33                        | DNF             | DNF             | —       | —     | —          |

Женщины
| Соревнование | Спортсмены       | Скоростной спуск/ 1 спуск | Скоростной спуск/ 1 спуск | Слалом/ 2 спуск | Слалом/ 2 спуск | Всего   | Место | Отставание |
| Соревнование | Спортсмены       | Время                     | Место                     | Время           | Место           | Всего   | Место | Отставание |
| ------------ | ---------------- | ------------------------- | ------------------------- | --------------- | --------------- | ------- | ----- | ---------- |
| слалом       | Мирейя Гутьеррес | 53,22                     | 34                        | 52,84           | 31              | 1:46,06 | 30    | +7,43      |

#### Лыжные гонки
Квалификация спортсменов для участия в Олимпийских играх осуществлялась на основании специального квалификационного рейтинга FIS по состоянию на 21 января 2018 года. Для получения олимпийской лицензии категории «A» спортсменам необходимо было набрать максимум 100 очков в дистанционном рейтинге FIS. При этом каждый НОК может заявить на Игры 1 мужчину и 1 женщины, если они выполнили квалификационный критерий «B», по которому они смогут принять участие в спринте и гонках на 10 км для женщин или 15 км для мужчин. По итогам квалификационного отбора сборная Андорры завоевала 2 олимпийские лицензии категории «A», однако затем отказалась от квоты в женских соревнованиях.
Мужчины
Дистанционные гонки
| Соревнование              | Спортсмены               | Результат | Место | Отставание |
| ------------------------- | ------------------------ | --------- | ----- | ---------- |
| 15 км свободным стилем    | Иринеу Эстеве Альтимирас | 35:40.7   | 27    | +1:56.8    |
| скиатлон 15+15 км         | Иринеу Эстеве Альтимирас | 1:21:47.7 | 46    | +5:27.7    |
| 50 км классическим стилем | Иринеу Эстеве Альтимирас | 2:19:08.3 | 34    | +10:46.2   |

#### Сноуборд
По сравнению с прошлыми Играми в программе соревнований произошёл ряд изменений. Вместо параллельного слалома были добавлены соревнования в биг-эйре. Во всех дисциплинах, за исключением мужского сноуборд-кросса, изменилось количество участников соревнований, был отменён полуфинальный раунд, а также в финалах фристайла спортсмены стали выполнять по три попытки. Квалификация спортсменов для участия в Олимпийских играх осуществлялась на основании специального квалификационного рейтинга FIS по состоянию на 21 января 2018 года. Для каждой дисциплины были установлены определённые условия, выполнив которые спортсмены могли претендовать на попадание в состав сборной для участия в Олимпийских играх. По итогам квалификационного отбора сборная Андорры усилиями Льюиса Марин Таррока завоевала олимпийскую лицензию в сноуборд-кроссе.
Мужчины
Сноуборд-кросс
| Соревнование   | Спортсмены         | Квалификация | Квалификация | 1/8 финала | 1/8 финала | Четвертьфинал        | Четвертьфинал        | Полуфинал            | Полуфинал            | Финал                | Итоговое место |
| Соревнование   | Спортсмены         | Время        | Место        | Заезд      | Место      | Заезд                | Место                | Заезд                | Место                | Место                | Итоговое место |
| -------------- | ------------------ | ------------ | ------------ | ---------- | ---------- | -------------------- | -------------------- | -------------------- | -------------------- | -------------------- | -------------- |
| сноуборд-кросс | Льюис Марин Таррок | 1:15.37      | 30           | 6          | 5          | Завершил выступление | Завершил выступление | Завершил выступление | Завершил выступление | Завершил выступление | 34             |